# Северомуйски хребет
Северому̀йският хребет (на руски: Северо-Муйский хребет) е планински хребет в Северното Забайкалие, разположен в североизточната част на Република Бурятия и частично в Иркутска област в Русия. Простира се от югозапад (долината на река Светлая, ляв приток на Горна Ангара) на североизток (долината на река Витим, десен приток на Лена) на протежение от 350 km, между Горноанграската котловина на северозапад и Муйско-Куандинската котловина на югоизток. На север се свързва с Делюн-Уранския, а на юг – с Муяканския хребет. Максимална височина 2537 m (55°47′19″ с. ш. 111°40′45″ и. д. / 55.788611° с. ш. 111.679167° и. д.), разположена в крайната му югозападната част. Изграден е от гранити и кристалинни шисти. Върховете и гребенът му имат резки ледникови форми, а по периферията му преобладават плоските върхове. В югозападната си част е проломен от река Котера (ляв приток на Горна Ангара). От него водят началото си реките Горна Ангара и левите ѝ притоци Янчуй и Ангаракан, няколко леви притока на реките Муякан и Муя (от басейна на Витим) и реките Парама и Янгуда (леви притоци на Витим). Склоновете му са обрасли с гори от лиственица, над 1300 – 1500 m следва пояс на редки гори и кедров клек, а нагоре – планинска тундра. В средната си част чрез тунел дълъг 15 343 m се пресича от трасето на Байкало-Амурската жп магистрала.

## Топографска карта
- Лист от карта N-49-Б.
- Лист от карта O-49-Г.
- Лист от карта O-50-В.